# Mario Bertini
Mario Bertini (Prato, 1944. január 7. –) világbajnoki ezüstérmes olasz labdarúgó, középpályás.

## Pályafutása

### Klubcsapatban
A Prato csapatában kezdte a labdarúgást, ahol 1962-ben mutatkozott be az első csapatban. Az 1963–64-es idényben az Empoli játékosa volt. 1964 és 1968 között a Fiorentina csapatában szerepelt, ahol egy olasz kupa és egy közép-európai kupa győzelmet szerzett az együttessel. 1968 és 1977 között az Internazionale labdarúgója volt. Tagja volt az 1970–71-es bajnokcsapatnak. Az 1977–78-as idényben a Rimini együttesében fejezte be az aktív labdarúgást.

### A válogatottban
1966 és 1972 között 25 alkalommal szerepelt az olasz válogatottban és két gólt szerzett. 1970-ben a mexikói világbajnokságon ezüstérmet szerzett a csapattal.

## Sikerei, díjai
Olaszország
- Világbajnokság
  - ezüstérmes: 1970, Mexikó

 Fiorentina
- Olasz kupa (Coppa Italia)
  - győztes: 1966
- Közép-európai kupa
  - győztes: 1966

 Internazionale
- Olasz bajnokság (Serie A)
  - bajnok: 1970–71